# 난징 올림픽 순닝 타워
난징 올림픽 순닝 타워는 중국 난징에 보류중인 마천루로 2009년 제안되고 2011년 착공되어 3년간 공사를 진행하다 2014년 보류되었고 2017년 완공 예정이었던 계획도 취소된다. 하지만 6년간의 보류끝에 2020년 공사를 재개하였으나 2년뒤인 2022년 또 중단되었다. 새로운 완공년도는 2025년이다.